# Saint-Rémy-sur-Avre
Saint-Rémy-sur-Avre ist eine französische Gemeinde mit 4065 Einwohnern (Stand: 1. Januar 2022) im Département Eure-et-Loir in der Region Centre-Val de Loire; sie gehört zum Arrondissement Dreux und zum Kanton Saint-Lubin-des-Joncherets. Die Einwohner werden Rémois genannt.

## Geographie
Saint-Rémy-sur-Avre liegt am Fluss Avre an der Grenze zwischen der Landschaft Beauce und der Normandie. Umgeben wird Saint-Rémy-sur-Avre von den Nachbargemeinden La Madeleine-de-Nonancourt im Norden, Saint-Germain-sur-Avre im Nordosten, Vert-en-Drouais im Osten, Louvilliers-en-Drouais im Südosten, Boissy-en-Drouais im Süden, Escorpain im Südwesten, Saint-Lubin-des-Joncherets im Westen und Nonancourt im Nordwesten.
Durch die Gemeinde führt die Route nationale 12 und die Route nationale 154.

## Bevölkerungsentwicklung
| Jahr      | 1962 | 1968 | 1975 | 1982 | 1990 | 1999 | 2006 | 2017 |
| Einwohner | 1756 | 1876 | 2524 | 3034 | 3568 | 3553 | 3640 | 4010 |

## Gemeindepartnerschaften
Mit der polnischen Gemeinde Głubczyce in der Woiwodschaft Opole besteht eine Partnerschaft.

## Sehenswürdigkeiten
- Kirche Saint-Rémy, seit 1930 Monument historique
- Motte (Wallburg) von Plessis-Saint-Rémy, Monument historique seit 1986

## Persönlichkeiten
- William Henry Waddington (1826–1894), Politiker und Archäologe
- Jean-Paul Janssen (1940–1986), Dokumentarfilmer